# Christina Scheppelmann
Christina Scheppelmann (geboren 1968 in Hamburg) ist eine deutsche Opernintendantin.

## Leben
Christina Scheppelmann wuchs zweisprachig in Hamburg auf. Als Kind und Jugendliche wirkte sie in musikalischen Aufführungen der Alsterspatzen mit, des Kinderchors der Hamburgischen Staatsoper, was auch ihren Berufstraum prägte. Nach dem Abitur am Albert-Schweitzer-Gymnasium absolvierte sie eine Banklehre in der Privatbank Hesse Newman und arbeitete als Bankkauffrau, als sie mit 22 Jahren das Angebot erhielt, in Mailand in einer Künstleragentur zu arbeiten. Nach Stationen als Assistentin in den Opernhäusern La Fenice in Venedig und Gran Teatre del Liceu in Barcelona wurde sie mit 29 Jahren künstlerische Leiterin der San Francisco Opera.  Ab 2001 leitete sie unter dem Intendanten Plácido Domingo die Washington National Opera.
Scheppelmann wurde 2012 Leiterin des Royal Opera House Muscat in Maskat (Oman), das ein Jahr zuvor als das erste Opernhaus auf der Arabischen Halbinsel gegründet worden war. Zur Spielzeit 2014/15 wurde sie Intendantin des Gran Teatre del Liceu in Barcelona. Seit August 2019 ist sie Generaldirektorin der Seattle Opera.
Zum Juli 2025 wechselt sie nach Brüssel, wo sie ab Anfang 2026 als Intendantin am Brüsseler Opernhaus La Monnaie/De Munt nominiert wurde und Peter De Caluwe ablösen wird.

## Auszeichnungen
- International Opera Award 2024 in der Kategorie Führung[5]